# Jüdisches Kriegerdenkmal (Eppingen)

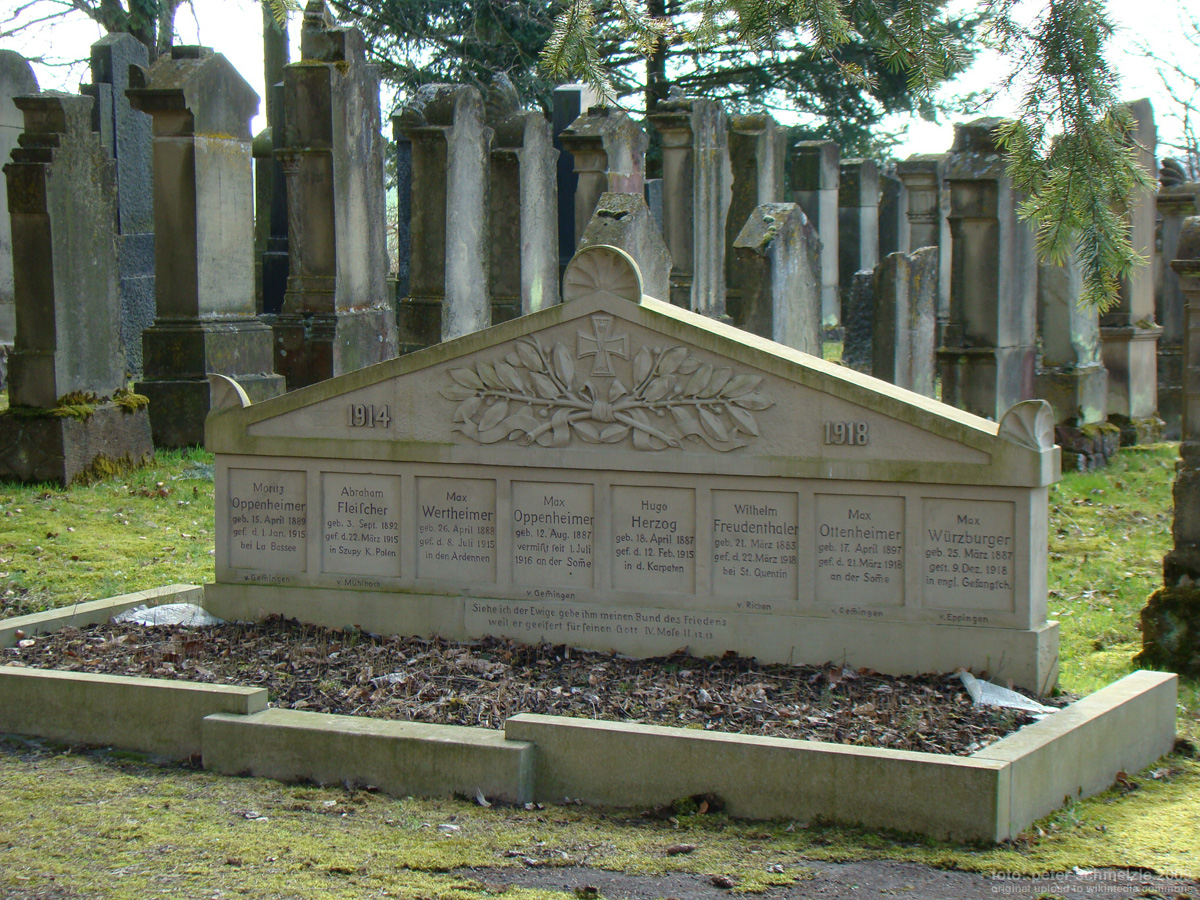
Kriegerdenkmal auf dem jüdischen Friedhof in Eppingen

Das Jüdische Kriegerdenkmal auf dem jüdischen Friedhof in Eppingen, einer Stadt im Landkreis Heilbronn im nördlichen Baden-Württemberg, wurde nach dem Ersten Weltkrieg errichtet. Das Kriegerdenkmal ist ebenso wie der gesamte Friedhof ein geschütztes Kulturdenkmal.

## Beschreibung
Das Kriegerdenkmal befindet sich gegenüber dem eisernen Eingangstor des Friedhofs und ist dadurch für jeden Friedhofsbesucher sofort sichtbar. Das Denkmal wurde zu Ehren der im Ersten Weltkrieg gefallenen jüdischen Soldaten aus dem Einzugsgebiet des Eppinger Friedhofsverbandes errichtet:
- Moritz Oppenheimer (geb. 15. April 1889; gest. 1. Januar 1915 bei La Bassée) aus Gemmingen
- Abraham Fleischer (geb. 3. September 1882; gest. 22. März 1915 in Szupy) aus Mühlbach
- Max Wertheimer (geb. 26. April 1888; gest. 8. Juli 1915 in den Ardennen)
- Max Oppenheimer (geb. 12. August 1887; vermisst seit dem 1. Juli 1916 an der Somme) aus Gemmingen
- Hugo Herzog (geb. 18. April 1887; gest. 12. Februar 1915 in den Karpaten)
- Wilhelm Freudenthaler (geb. 21. März 1883; gest. 22. März 1918 bei Saint-Quentin) aus Richen
- Max Ottenheimer (geb. 17. April 1897; gest. 21. März 1918 an der Somme) aus Gemmingen
- Max Würzburger (geb. 25. März 1887; gest. 9. Dezember 1918 in englischer Gefangenschaft) aus Eppingen[1]

Das Kriegerdenkmal aus heimischem Sandstein ist in Form eines Reihengrabes errichtet. Auf der Sockelzone befindet sich folgende Inschrift: Siehe ich der Ewige gebe ihm meinen Bund des Friedens weil er geeifert für seinen Gott IV. Mose II. 12.13.
Über den Tafeln mit den Namen und Lebensdaten der Verstorbenen ist ein Dreiecksgiebel angebracht, der an der Spitze und den Enden mit Akroterien geschmückt ist. Im Dreiecksgiebel ist als Relief ein Lorbeerzweig und das Eiserne Kreuz dargestellt. Links und rechts sind die Jahreszahlen 1914 und 1918 zu sehen.